# Confine tra Cambogia e Laos
Il confine tra la Cambogia e il Laos separa le province cambogiane di Preah Vihear, Stoeng Treng e Rotanah Kiri dalle province laotiane di Champassak e Attapeu. È attraversato dal Mekong, non navigabile in questo luogo a causa delle cascate di Khone.
Questo confine è stato formato dalla storia congiunta di queste due ex colonie europee, che passarono sotto il dominio francese come parte dell'Indocina francese dalla fine del XIX secolo fino alla loro indipendenza nel 1953. Negli anni '60 e '70 le due nazioni erano coinvolte nelle guerre in Vietnam e Cambogia.